# Am Kap der Angst
Am Kap der Angst (engl. Originaltitel: Cape Feare) ist die 2. Episode der fünften Staffel der US-amerikanischen Zeichentrickserie Die Simpsons.

## Handlung
Eines Tages erhält Bart anonyme Morddrohungen, welche mit Blut geschrieben sind, per Post. Nachdem er weitere von diesen Morddrohungen erhält, wird Bart immer mehr paranoid. Währenddessen wird Tingeltangel-Bob auf Bewährung entlassen, da man ihn nicht mehr als Gefahr ansieht. Als die Simpsons Tingeltangel-Bob im Kino begegnen, erfahren sie, dass er die Morddrohungen an Bart geschrieben hatte.
Nachdem Tingeltangel-Bob Bart weiterhin in Angst und Paranoia versetzt, kommen die Simpsons in ein Zeugenschutzprogramm, wo sie unter dem Namen Thompson in der Stadt Terror Lake untergebracht werden und auf einem Hausboot wohnen. Während der Fahrt zur neuen Heimat versteckt sich Tingeltangel-Bob unter dem Auto und gelangt so ebenfalls nach Terror Lake.
In der Nacht geht Tingeltangel-Bob zum Hausboot, wo er zuerst die Festmacherleine zerschneidet, womit das Hausboot vom Anlegeplatz wegschwimmt, und anschließend Homer, Marge, Lisa und Maggie fesselt. Als Tingeltangel-Bob in Barts Zimmer gelangt und kurz davor ist, ihn zu töten, gelingt Bart die Flucht durch das Fenster auf das vordere Deck des Hausboots. Als Tingeltangel-Bob ihn findet und umbringen will, fragt er Bart, ob er noch einen letzten Wunsch hat. Als Bart bemerkt, dass das Hausboot nach Springfield schwimmt, bittet er ihn, die komplette H.M.S. Pinafore zu singen, um so Zeit zu gewinnen. Als Tingeltangel-Bob fertig ist und Bart endgültig umbringen will, kracht das Hausboot am Springfielder Fluss, wo Tingeltangel-Bob kurz darauf von der Polizei festgenommen wird.

## Hintergrund
Die Episode wurde von Jon Vitti geschrieben und ist eine direkte Anspielung zum Film Kap der Angst. Die Idee zur Episode kam von Wallace Wolodarsky, der Kap der Angst parodieren wollte. Viele Szenen aus dem Film wurden in dieser Episode nachgestellt und parodiert.
Wegen ihrer gewalttätigen und düsteren Atmosphäre und auch einer kurzen Szene zu Anfang, wo ein Mann verkleidet in einer SS-Uniform auftritt, war in Deutschland die Episode lange Zeit verboten. Erst 1999 wurde Am Kap der Angst, 4 Jahre nach der Erstausstrahlung der anderen Episoden der fünften Staffel, bei ProSieben gesendet.